# Praxapostel
Ein Praxapostel, altgriechisch πραξαπόστολος Praxapostolos, oder Buch der Apostel ist eine Zusammenstellung von Büchern des Neuen Testaments. Es besteht aus der Apostelgeschichte und den 21 Episteln. Dabei folgen auf die Apostelgeschichte zunächst die katholischen Briefe in ihrer biblischen Reihenfolge und dann gleichermaßen geordnet die Paulusbriefe. Somit handelt es sich um den Gesamtbestand des Neuen Testaments mit Ausnahme der Evangelien und der Offenbarung.

## Fundsituation
In der frühen Kirche waren Praxapostoloi häufiger als solche Kodizes, die zusätzlich auch die Evangelien enthalten. In Einzelfällen sind Handschriftenpaare aus Evangeliar und Praxapostolos zu finden. Wie üblich derartige „zweibändige“ Kodexpaare waren, gilt heute als unbekannt.

## Verwendung
Praxapostoloi wurden liturgisch verwendet. Eine Variante, in der die Inhalte nicht kontinuierlich, sondern dem liturgischen Jahr entsprechend in einzelne Abschnitte gegliedert vorliegen, ist das Apostolar.